# Dirty Deep
Dirty Deep est un groupe de heavy blues français, originaire de Strasbourg, en Alsace. Formé en 2010 par Victor Sbrovazzo comme un One-man band, il sera complété plus tard par Geoffroy Sourp à la batterie puis par Adam Lanfrey à la basse pour trouver sa formation actuelle en trio.

## Biographie

### One-man band(2010—2012)
Victor Sbrovazzo découvre le blues un peu par hasard. Lors d'une soirée d'Halloween, l'un de ses amis, musicien, sort un harmonica et commence à en jouer. Si la qualité de jeu n'est pas au rendez-vous, le son de l'instrument ouvre des perspectives à Victor et il décide d'en étudier les rudiments. Le blues ne fait pas partie de sa culture familiale, alors c'est grâce à Internet qu'il effectue ses recherches et découvre sa toute première référence : Sonny Boy Williamson II. Cette découverte va être le déclencheur d'une vraie quête. Après quatre mois de pratique intensive de l'harmonica, Victor cherche d'autres musiciens pour jouer en groupe. Mais le blues n'est pas le style le plus répandu parmi sa génération. Il se retrouve donc à s'acheter une guitare, et à s'accompagner. 
Si ses références sont nombreuses, on peut tout de même citer Little Walter, Son House ou encore Robert Johnson (qui était harmoniciste à ses débuts), Calvin Russell, Scott H. Biram ou Left Lane Cruiser comme étant des artistes ayant eu une vraie influence sur Victor. Et c'est ainsi qu'en 2010, Victor Sbrovazzo monte un projet de One-man band qu'il nomme Dirty Deep en référence à la Louisiane, ses bayous et ses marécages. Ses références dans le cadre du one-man band sont Doctor Ross ou encore John Lee Hooker, qu'il considère comme capable de « se contenter de taper du pied sur tout un album pour nous faire bouger la tête ». C'est grâce à ses amis musiciens du groupe Dead Duck qu'il fait sa première scène, en jouant leur première partie. Il définit sa musique comme du blues-garage, mêlant ses influences grunge et blues. 
En 2011, Victor Sbrovazzo enregistre son premier EP, Wrong Way - I'm Going Home, dans un style plus folk-garage (« folk-appartement » vu qu'il l'a enregistré dans son studio) et joue au Binic Blues Festival pour la première fois. En 2012, il sort son premier album, Back to the Roots, enregistré en analogique dans la cave de ses parents.   

### De duo à power trio (2012—2017)
En septembre 2012, il rencontre le batteur Geoffroy Sourp au Sound’Go Festival d'Altkirch, avec qui il enregistre le deuxième album, Shotgun Wedding, à moitié en duo, sous le label Hell Prod et en coopération avec Beast Records. 
En avril 2015, le duo lance une grande opération de comme sur Facebook afin de faire la première partie de Johnny Hallyday lors de sa tournée. Grâce à cette campagne relayée par les media régionaux, ils s'offrent ce rêve le 7 juillet 2016 lors du concert du Taulier à Haguenau. Adam Lanfrey, bassiste, a d’abord joué dans un duo avec Geoffroy Sourp, Chirak, qui fait un soir la première partie de Dirty Deep. Le tout s’achève par une session jam. Adam Lanfrey intégrera officiellement le groupe le 23 août 2015 au Festicave à Kaysersberg, ce qui donnera naissance au troisième album de Dirty Deep, What's Flowing in my Veins, en avril 2016 puis à un LP, Written in Coffee Grounds en décembre de la même année, sous label Deaf Rock Records et avec la participation de James Leg. Après ce changement de label, What's Flowing in My Veins est réédité début 2017 dans une version Deluxe augmentée de quatre titres (deux morceaux bonus et 2 titres réenregistrés tirés de l'album précédent Shotgun Wedding).

### DeTillandsiaàForeshots(depuis 2018)
S’ensuivent trois ans de tournées, avec des passages notamment au Cabaret Vert, par la République tchèque ou Clarksdale et son Deep Blues Festival,. Le 3 août 2018, à la Foire aux Vins de Colmar, ils assurent la première partie de Santana. Le 19 octobre 2018 sort le clip I Want to Miss You, annonciateur de leur quatrième album, Tillandsia. Pour cet album, sorti le 30 novembre 2018, le power trio a dû faire avec les influences de chacun. Victor a voulu garder le côté folk assez blues roots, tandis qu'Adam préfère la déstructuration et casser les codes de la musique et Geoffroy pense toujours au live. Aux commandes du studio, Jim Jones, ex-Revue et à la tête des Righteous Minds et de Thee Hypnotics, laisse son empreinte sur le disque.
Cet album prend vie dans une tournée qui débute en Europe centrale (République Tchèque, Hongrie, Slovaquie) en novembre 2018, et se poursuit ensuite dans toute la France. Après avoir passé l'été 2019 à composer de nouveaux morceaux annonçant une créativité toujours renouvelée, les Dirty Deep repartent en tournée en octobre en France, dont une date à La Laiterie pour les 25 ans de la salle de concert strasbourgeoise, et en novembre en République Tchèque pour une dizaine de dates. Le 29 novembre 2019, un clip annonce la sortie d'un deux titres vinyle 45 tours, baptisé Meet Me in the City en hommage à Junior Kimbrough. Enregistré aux Studios Mascaron en collaboration avec Yarol Poupaud, il a été composé et enregistré en deux jours.
Le 15 mai 2020, l'album Foreshots sort sur plateformes numériques (la situation sanitaire repousse la sortie de l'album sur support physique ainsi que les concerts). Ce premier album acoustique de 11 titres a été composé durant l'été 2019 dans un coin d'Alsace propice à l'inspiration. Enregistré sur le 8 pistes de Rémi Gettliffe au studio White Bat Recorders, avec les musiciens autour d'un micro central, il propose des morceaux construits autour d'une guitare acoustique, d'une contrebasse et d'une batterie réduite. L'album tire son nom du premier distillat obtenu à l'issue de la seconde distillation du whisky.  

## Membres
- Victor Sbrovazzo — chant, harmonica, guitare (depuis 2010)
- Geoffroy Sourp — batterie, chœurs, orgue (depuis 2012)
- Adam Lanfrey — basse, contrebasse, cris, chant, chœurs (depuis 2015)

## Bière
Début septembre 2019, les Dirty Deep présentent une bière à leur nom, IPA bio à 6,6 %, brassée par la Brasserie Artisanale des 4 Pays, à Hirtzbach dans le Sundgau alsacien. L'illustration de la bouteille a été réalisée par Olivier Antoni d'Iron Claw Strasbourg[réf. nécessaire].